# Wattwagen

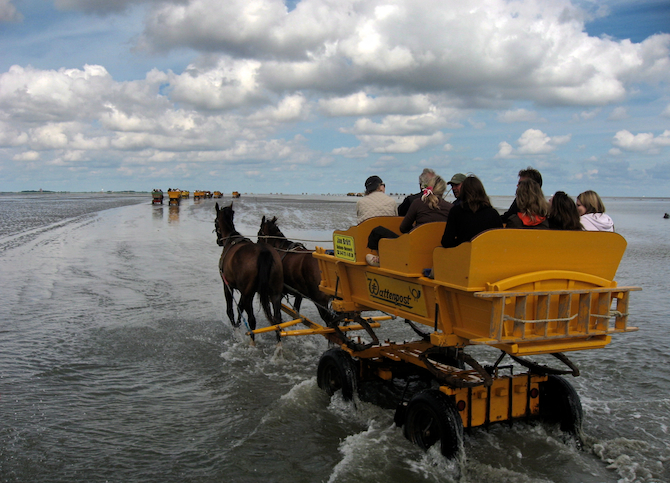
Wattwagen auf dem Weg nach Neuwerk (2007)

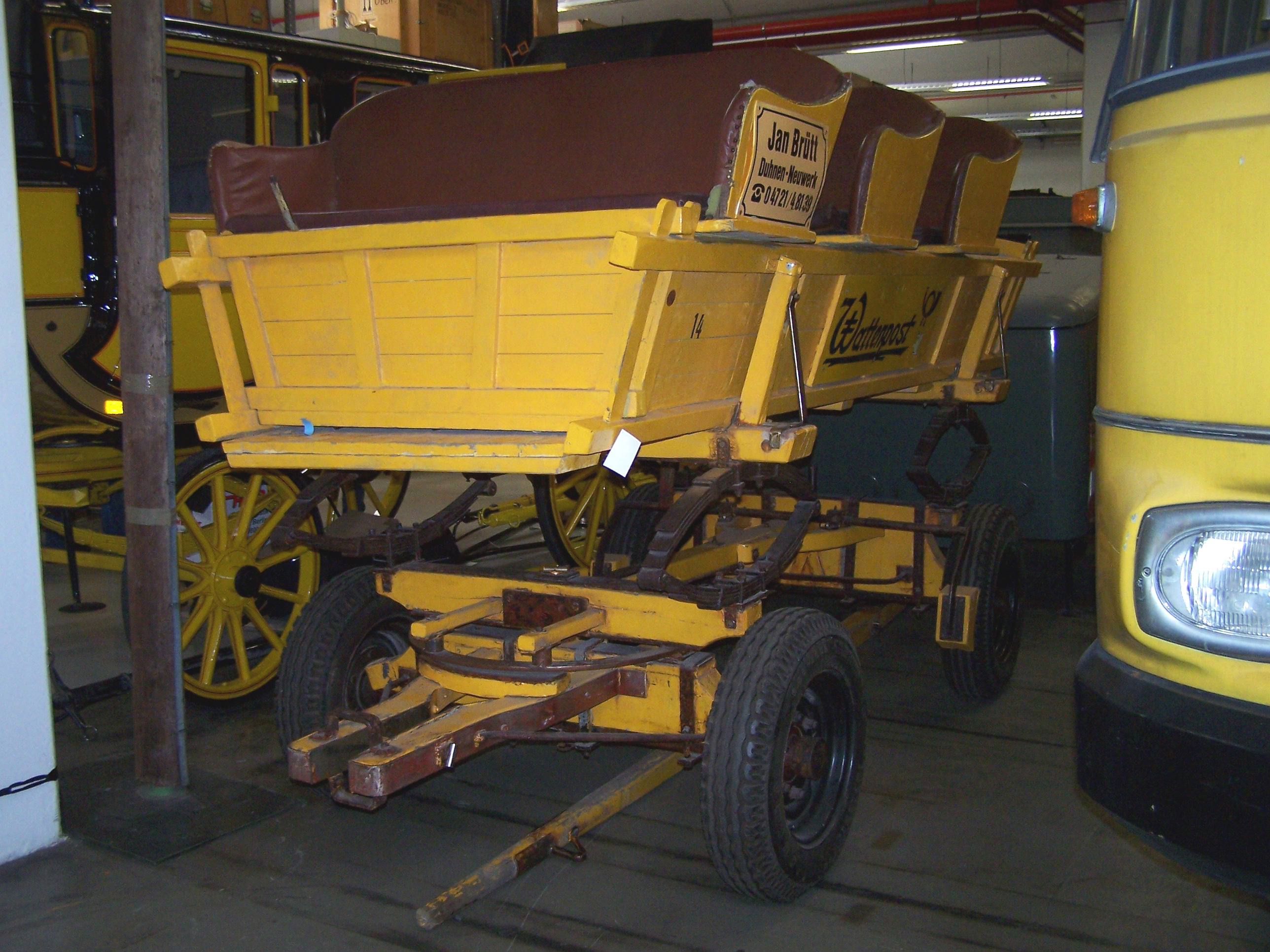
Wattwagen im Museumsdepot des Museums für Kommunikation in Heusenstamm (2011)

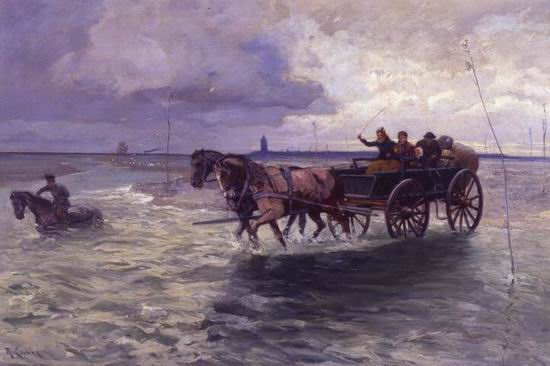
Die Wattenpost vor Neuwerk, gemalt von Richard Eschke (1905)

Ein Wattwagen ist eine von zwei Arbeitspferden gezogene Kutsche, die zwischen den Cuxhavener Bädervororten Duhnen und Sahlenburg und der im Wattenmeer gelegenen Insel Neuwerk fährt.

## Bauweise
Ein Wattwagen ist höher als andere Kutschwagen gebaut. Ein Wattwagen soll bis zu 1,3 m tiefe Priele durchwaten. Der Kastenaufsatz befindet sich auf dieser Höhe. Die gepolsterten Sitzflächen der Bänke befinden sich auf einer Höhe von 1,75 m. Bei einer größeren Wassertiefe können die Priele nicht durchfahren werden, da die Pferde dann keinen Boden mehr unter den Hufen haben.
Die Untergestelle der Wattwagen werden aus Eichenholz gefertigt. Die ursprünglich eisenbereiften Holzspeichenräder wurden ab der Mitte des 20. Jahrhunderts durch mit Gummi bereifte Metallscheibenräder ersetzt.
Die Fahrgäste verwenden zum Auf- und Absteigen eine im Wattwagen mitgeführte Anlegeleiter.

## Fahrweg
Der Fahrweg vom Festland zur zwölf Kilometer entfernten Insel Neuwerk und zurück führt sowohl durch niedersächsisches als auch hamburgisches Staatsgebiet. Er wird in jedem Frühjahr nach einer Wegeschau von einer gemeinsamen Kommission unter der Leitung der in den beiden Bundesländern zuständigen Behörden neu festgelegt und mit Pricken markiert.

## Fahrzeiten
Die möglichen Fahrzeitfenster der Wattwagen, die sich wegen der sich ändernden Gezeiten täglich um ca. 50 Minuten verschieben, werden vom Bundesamt für Seeschifffahrt und Hydrographie für ein Jahr im Voraus errechnet (Gezeitenkalender) und liegen dann in gedruckter Form als Fahrplan aus.

## Führerschein
Das Watt ist relativ flach, doch es kann Vertiefungen aufweisen. Diese während der Fahrt zu erkennen und einzuschätzen, ist Aufgabe der Wattwagenführer. Sie benötigen darum einen besonderen Führerschein.

## Wattwagen-Abnahme
In jedem Frühjahr findet eine Abnahme der Wattwagen auf Grundlage der hamburgischen und niedersächsischen Wattwagenverordnungen statt. Der Prüfungskommission, die für Niedersachsen und Hamburg zuständig ist, gehört ein Stellmachermeister an, der mit einem Schmiedemeister die Wattwagen auf Stabilität, Funktionstüchtigkeit und Sicherheit überprüft. Ein Sattlermeister untersucht die Pferdegeschirre und ein Tierarzt untersucht die Pferde auf ihren Gesundheitszustand und Eignung. Die Polizei kontrolliert zusätzlich die Wattwagen, weil sie auch am Straßenverkehr teilnehmen. Das Ordnungsamt überprüft das Vorhandensein von Erste-Hilfe- und Rettungs-Mitteln, zu denen auch ein Funkgerät gehört. Außerdem muss eine Zulassung für jeden Wattwagen vorhanden sein sowie der Nachweis einer Haftpflichtversicherung. Der Prüfbericht wird in Schriftform erstellt. Nach einer mängelfreien Abnahme der Wattwagen bekommen die überprüften Fahrzeuge eine Prüfplakette für ein Jahr, die sichtbar anzubringen ist.